# Wereldkampioenschap volleybal vrouwen 2014
Het wereldkampioenschap volleybal vrouwen 2014 werd gehouden van 23 september 2014 tot en met 12 oktober 2014 in Italië. De titelhouder was Rusland, dat in 2010 Brazilië in de finale versloeg met 3–2. De finale van 2014 ging tussen de Verenigde Staten en China, de Amerikaanse vrouwen wonnen met 3–1 en werden voor het eerst wereldkampioen.

## Keuze van het gastland
Op 8 september 2008 maakte de internationale volleybalfederatie (FIVB) bekend dat het wereldkampioenschap volleybal voor vrouwen 2014 werd toegewezen aan Italië. De Italiaanse volleybalbond maakte bekend dat de wedstrijden gespeeld gingen worden in Bari, Milaan, Modena, Rome, Triëst en Verona.

## Gekwalificeerde landen
| Afrika (2 landen)                                  | Azië &Oceanië (4 landen)                                                                              | Noord-Amerika (6 landen) | Zuid-Amerika (2 landen)                                                                                 | Europa (10 landen)' |
| Winnaar Groep T: Kameroen Winnaar Groep S: Tunesië | Winnaar Groep A: Japan Nummer 2 Groep A: Thailand Winnaar Groep B: China Nummer 2 Groep B: Kazachstan | Winnaar Groep O: Verenigde Staten Winnaar Groep P: Dominicaanse Republiek Winnaar Groep Q: Cuba Winnaar Groep R: Puerto Rico Winnaar Groep S: Canada Winnaar Playoff: Mexico | Winnaar Zuid-Amerikaans kampioenschap volleybal vrouwen 2013: Brazilië Winnaar kwalificatie: Argentinië | Gastland: Italië Finalist EK Volleybal: Rusland Finalist EK Volleybal: Duitsland Winnaar Groep I: Turkije Winnaar Groep J: Azerbeidzjan Winnaar Groep K: België Winnaar Groep L: Kroatië Winnaar Groep M: Bulgarije beste nummer 2: Servië 2e beste nummer 2: Nederland |

## Groepsindeling
| Groep A                                                                                              | Groep B                                                                       | Groep C                                                                                   | Groep D                                                                      |
| --- | ----------------------------------------------------------------------------- | ----------------------------------------------------------------------------------------- | ---------------------------------------------------------------------------- |
| Italië (Gastland) Dominicaanse Republiek (8) Duitsland (9) Argentinië (18) Kroatië (24) Tunesië (27) | Brazilië (1) Servië (7) Turkije (11) Canada (20) Kameroen (26) Bulgarije (36) | Verenigde Staten (2) Rusland (6) Thailand (12) Nederland (18) Kazachstan (23) Mexico (28) | Japan (3) China (5) Cuba (21) Puerto Rico (17) België (22) Azerbeidzjan (37) |

## Eerste groepsfase
De top 4 van elke groep plaatst zich voor de 2e groepsfase

### Groep A
|      |                        |     | Wedstrijden | Wedstrijden | Set punten | Set punten | Set punten | Sets | Sets | Sets  |
| Rank | Team                   | Pts | W           | L           | W          | L          | Ratio      | W    | L    | Ratio |
| ---- | ---------------------- | --- | ----------- | ----------- | ---------- | ---------- | ---------- | ---- | ---- | ----- |
| 1    | Italië                 | 13  | 4           | 1           | 416        | 299        | 1,391      | 14   | 4    | 3,500 |
| 2    | Dominicaanse Republiek | 12  | 5           | 0           | 492        | 422        | 1,165      | 15   | 7    | 2,143 |
| 3    | Kroatië                | 9   | 3           | 2           | 442        | 444        | 0,995      | 11   | 10   | 1,100 |
| 4    | Duitsland              | 8   | 2           | 3           | 431        | 363        | 1,187      | 11   | 9    | 1,222 |
| 5    | Argentinië             | 3   | 1           | 4           | 328        | 404        | 0,811      | 5    | 12   | 0,416 |
| 6    | Tunesië                | 0   | 0           | 5           | 219        | 396        | 0,553      | 1    | 15   | 0,066 |

### Groep B
|      |           |     | Wedstrijden | Wedstrijden | Set punten | Set punten | Set punten | Sets | Sets | Sets  |
| Rank | Team      | Pts | W           | L           | W          | L          | Ratio      | W    | L    | Ratio |
| ---- | --------- | --- | ----------- | ----------- | ---------- | ---------- | ---------- | ---- | ---- | ----- |
| 1    | Brazilië  | 14  | 5           | 0           | 428        | 333        | 1,285      | 15   | 3    | 5,000 |
| 2    | Servië    | 11  | 4           | 1           | 467        | 405        | 1,153      | 13   | 7    | 1,857 |
| 3    | Bulgarije | 9   | 3           | 2           | 417        | 396        | 1,053      | 11   | 8    | 1,375 |
| 4    | Turkije   | 8   | 2           | 3           | 436        | 396        | 1,101      | 11   | 9    | 1,222 |
| 5    | Canada    | 3   | 1           | 4           | 296        | 392        | 0,755      | 4    | 13   | 0,307 |
| 6    | Kameroen  | 0   | 0           | 5           | 274        | 396        | 0,691      | 1    | 15   | 0,066 |

### Groep C
|      |                  |     | Wedstrijden | Wedstrijden | Set punten | Set punten | Set punten | Sets | Sets | Sets  |
| Rank | Team             | Pts | W           | L           | W          | L          | Ratio      | W    | L    | Ratio |
| ---- | ---------------- | --- | ----------- | ----------- | ---------- | ---------- | ---------- | ---- | ---- | ----- |
| 1    | Verenigde Staten | 15  | 5           | 0           | 437        | 357        | 1,224      | 15   | 2    | 7,500 |
| 2    | Rusland          | 12  | 4           | 1           | 427        | 354        | 1,206      | 13   | 4    | 3,250 |
| 3    | Nederland        | 9   | 3           | 2           | 377        | 358        | 1,053      | 10   | 6    | 1,666 |
| 4    | Kazachstan       | 6   | 2           | 3           | 316        | 331        | 0,954      | 6    | 9    | 0,666 |
| 5    | Thailand         | 3   | 1           | 4           | 323        | 383        | 0,843      | 3    | 12   | 0,250 |
| 6    | Mexico           | 0   | 0           | 5           | 318        | 415        | 0,766      | 1    | 15   | 0,066 |

### Groep D
|      |              |     | Wedstrijden | Wedstrijden | Set punten | Set punten | Set punten | Sets | Sets | Sets  |
| Rank | Team         | Pts | W           | L           | W          | L          | Ratio      | W    | L    | Ratio |
| ---- | ------------ | --- | ----------- | ----------- | ---------- | ---------- | ---------- | ---- | ---- | ----- |
| 1    | China        | 14  | 5           | 0           | 408        | 309        | 1,320      | 15   | 2    | 7,500 |
| 2    | Japan        | 11  | 3           | 2           | 444        | 426        | 1,042      | 13   | 7    | 1,857 |
| 3    | België       | 9   | 3           | 2           | 377        | 325        | 1,160      | 10   | 6    | 1,667 |
| 4    | Azerbeidzjan | 7   | 3           | 2           | 410        | 449        | 0,913      | 9    | 11   | 0,818 |
| 5    | Puerto Rico  | 4   | 1           | 4           | 364        | 399        | 0,912      | 5    | 12   | 0,912 |
| 6    | Cuba         | 0   | 0           | 5           | 308        | 403        | 0,764      | 1    | 15   | 0,764 |

## Tweede groepsfase
De top 3 van elke groep plaatst zich voor de Derde groepsfase

### Groep E
|      |                        |     | Wedstrijden | Wedstrijden | Set punten | Set punten | Set punten | Sets | Sets | Sets  |
| Rank | Team                   | Pts | W           | L           | W          | L          | Ratio      | W    | L    | Ratio |
| ---- | ---------------------- | --- | ----------- | ----------- | ---------- | ---------- | ---------- | ---- | ---- | ----- |
| 1    | Italië                 | 19  | 6           | 1           | 610        | 509        | 1.198      | 20   | 6    | 3.333 |
| 2    | China                  | 16  | 6           | 1           | 599        | 504        | 1.188      | 19   | 7    | 2.714 |
| 3    | Dominicaanse Republiek | 13  | 5           | 2           | 734        | 686        | 1.070      | 19   | 15   | 1.267 |
| 4    | Japan                  | 10  | 3           | 4           | 670        | 693        | 0.967      | 15   | 17   | 0.882 |
| 5    | Duitsland              | 9   | 2           | 5           | 597        | 591        | 1.010      | 13   | 15   | 0.867 |
| 6    | België                 | 7   | 2           | 5           | 534        | 563        | 0.948      | 9    | 16   | 0.563 |
| 7    | Kroatië                | 5   | 2           | 5           | 556        | 670        | 0.830      | 10   | 19   | 0.526 |
| 8    | Azerbeidzjan           | 5   | 2           | 5           | 519        | 603        | 0.861      | 8    | 18   | 0.444 |

### Groep F
|      |                  |     | Wedstrijden | Wedstrijden | Set punten | Set punten | Set punten | Sets | Sets | Sets  |
| Rank | Team             | Pts | W           | L           | W          | L          | Ratio      | W    | L    | Ratio |
| ---- | ---------------- | --- | ----------- | ----------- | ---------- | ---------- | ---------- | ---- | ---- | ----- |
| 1    | Brazilië         | 20  | 7           | 0           | 628        | 539        | 1.165      | 21   | 5    | 4.200 |
| 2    | Verenigde Staten | 18  | 6           | 1           | 586        | 506        | 1.158      | 18   | 5    | 3.600 |
| 3    | Rusland          | 13  | 4           | 3           | 653        | 600        | 1.088      | 16   | 11   | 1.455 |
| 4    | Servië           | 11  | 4           | 3           | 565        | 549        | 1.029      | 13   | 12   | 1.083 |
| 5    | Turkije          | 10  | 3           | 4           | 654        | 640        | 1.022      | 15   | 15   | 1.000 |
| 6    | Bulgarije        | 6   | 2           | 5           | 565        | 611        | 0.925      | 10   | 17   | 0.588 |
| 7    | Nederland        | 6   | 2           | 5           | 542        | 591        | 0.917      | 9    | 16   | 0.563 |
| 8    | Kazachstan       | 0   | 0           | 7           | 368        | 525        | 0.701      | 0    | 21   | 0.000 |

## Derde groepsfase
De top 2 van elke poule plaatsen zich voor de halve finales

### Groep G
|      |                  |     | Wedstrijden | Wedstrijden | Sets | Sets | Sets  | Set punten | Set punten | Set punten |
| Rank | Team             | Pts | W           | L           | W    | L    | Ratio | W          | L          | Ratio      |
| ---- | ---------------- | --- | ----------- | ----------- | ---- | ---- | ----- | ---------- | ---------- | ---------- |
| 1    | Italië           | 6   | 2           | 0           | 6    | 1    | 6.000 | 162        | 142        | 1.141      |
| 2    | Verenigde Staten | 3   | 1           | 1           | 3    | 4    | 0.750 | 155        | 165        | 0.939      |
| 3    | Rusland          | 0   | 0           | 2           | 2    | 6    | 0.333 | 167        | 177        | 0.944      |

### Groep H
|      |                        |     | Wedstrijden | Wedstrijden | Sets | Sets | Sets  | Set punten | Set punten | Set punten |
| Rank | Team                   | Pts | W           | L           | W    | L    | Ratio | W          | L          | Ratio      |
| ---- | ---------------------- | --- | ----------- | ----------- | ---- | ---- | ----- | ---------- | ---------- | ---------- |
| 1    | Brazilië               | 6   | 2           | 0           | 6    | 0    | MAX   | 150        | 107        | 1.402      |
| 2    | China                  | 2   | 1           | 1           | 3    | 5    | 0.600 | 160        | 183        | 0.874      |
| 3    | Dominicaanse Republiek | 1   | 0           | 2           | 2    | 6    | 0.333 | 165        | 185        | 0.892      |

## Laatste vier

### Halve finales
| Datum  | Tijd  |                  | Score |          | Set 1 | Set 2 | Set 3 | Set 4 | Set 5 | Totaal |
| ------ | ----- | ---------------- | ----- | -------- | ----- | ----- | ----- | ----- | ----- | ------ |
| 10 okt | 17:30 | Verenigde Staten | 3–0   | Brazilië | 25–18 | 29–27 | 25–20 |       |       | 79–65  |
| 10 okt | 20:25 | Italië           | 1–3   | China    | 21–25 | 20–25 | 25–20 | 28–30 |       | 94–100 |

### Troostfinale
| Datum  | Tijd  |        | Score |          | Set 1 | Set 2 | Set 3 | Set 4 | Set 5 | Totaal |
| ------ | ----- | ------ | ----- | -------- | ----- | ----- | ----- | ----- | ----- | ------ |
| 12 okt | 17:30 | Italië | 2–3   | Brazilië | 15–25 | 13–25 | 25–22 | 25–22 | 7–15  | 85–109 |

### Finale
| Datum  | Tijd  |       | Score |                  | Set 1 | Set 2 | Set 3 | Set 4 | Set 5 | Totaal |
| ------ | ----- | ----- | ----- | ---------------- | ----- | ----- | ----- | ----- | ----- | ------ |
| 12 okt | 20:00 | China | 1–3   | Verenigde Staten | 25–27 | 20–25 | 25–16 | 24–26 |       | 94–94  |